# Рединг, Вивиан
Вивиан Рединг (люкс. Viviane Reding, род. 27 апреля 1951) — люксембургский политик, комиссар Европейского союза по юстиции, фундаментальным правам и гражданству (с 9 февраля 2010 года), ранее — комиссар по вопросам информационного общества и СМИ.

## Биография
Вивиан Рединг родилась в 1951 году в люксембургском городе Эш. Окончив Сорбонну, работала в качестве журналиста в Luxemburger Wort — одной из ведущих газет Люксембурга. Свою политическую карьеру Рединг начала в 1979 году, когда была избрана в парламент Люксембурга. С 1989 по 1999 год являлась членом Европейского парламента, а с 1995 по 1999 год также занимала пост заместителя председателя Христианско-социальной народной партии Люксембурга. В 1999 она была назначена на должность европейского комиссара по вопросам образования, культуры, молодёжи, СМИ и спорта, а с 2004 года в её ответственность стали входить вопросы информационного общества и СМИ. На этом посту она стала инициатором снижения цен на роуминг, а впоследствии и цен на SMS-сообщения в странах Европейского союза. Она выступила за пересмотр правил защиты авторских прав на произведения, распространяемые в цифровой форме, и высказывалась за создание дружественных потребителю правил, которые позволяли бы получать доступ к цифровому контенту на едином рынке. Является сторонницей признания права на доступ в Интернет неотъемлемым правом человека Вивиан Рединг также выступает в качестве советника для трансатлантической организации European Horizons.
Вивиан Рединг замужем, имеет троих детей.